# Câmpuri, Vrancea
Câmpuri este satul de reședință al comunei cu același nume din județul Vrancea, Moldova, România.

## Toponimie
Denumirea satului vine de la câmpul de pe valea Sușiței, unde era loc prielnic agriculturii, pamantul fiind mai mănos.

## Geografie
Câmpuri se află în Depresiunea Câmpuri-Răcoasa din Subcarpații de Curbură, pe malul stâng al râului Șușița.

## Istoric
Cele mai vechi mențiuni documentare datează din 1556. În anul 1648 satul era împărțit în două: Câmpurile de Jos și Câmpurile de Sus. De-a lungul istoriei, în comună a trăit o populație razesască compactă, foarte puțini boieri fiind întâlniți că proprietari. În anul 1645, Matei Basarab ridică ctitoria sa la Soveja, astfel, ctitoriei i-au fost dăruite însă părți din moșia satului cumpărate de Matei Basarab și reconfirmate lăcașului de către Domnul Moldovei, Eustratie Dabija, la 18 iunie 1665. Cu timpul, domeniile lăcașului s-au extins, așa cum atestă anaforaua divanului Moldovei din 15 septembrie 1812.

## Transport
- DN2L

## Obiective turistice
- Casa Memorială „Moș Ion Roată”, un mic muzeu, unde pot fi regăsite obiecte tradiționale de la sfârșitul secolului XIX: elemente de port local, imagini cu Moș Ion Roată, unelte.

## Personalități
- Moș Ion Roată (1806-1882), țăran român, deputat în Divanul Ad-hoc, susținător înflăcărat al Unirii Principatelor Moldova și Valahia
- Gina Gogean (n. 1977), gimnastă